# Börön
Börön är en by i Lockne distrikt (Lockne socken) i Östersunds kommun, Jämtlands län (Jämtland). Byn ligger vid länsväg 568, öster om Locknesjön (Böröviken), cirka 16 kilometer söderut från Brunflo. Sydväst om byn ligger den obebodda ön Börö-ön som är Locknesjöns största ö.